# ارنست الیس
ارنست الیس (انگلیسی: Ernest Ellis; ۳۰ نوامبر ۱۸۸۵ – ۱ ژوئیهٔ ۱۹۱۶) بازیکن فوتبال اهل پادشاهی متحد بریتانیای کبیر و ایرلند بود.
از باشگاه‌هایی که در آن بازی کرده‌است می‌توان به باشگاه فوتبال دونکستر راورز، باشگاه فوتبال بارنزلی، باشگاه فوتبال هارتل پول یونایتد، باشگاه فوتبال هارت آف میدلوتیان، و باشگاه فوتبال نوریچ سیتی اشاره کرد.